# J.U.L.I.A.
J.U.L.I.A. je česká počítačová hra z roku 2012. Vytvořilo ji studio CBE Software. Hra se řadí mezi adventury a logické hry. Hra vyšla také v Spojeném království, Irsku a Japonsku. V současnosti vzniká rozšířená verze. Na serveru Adventure gamers byla hra nominována na nejlepší hru roku 2012 podle hratelnosti a postava Mobota byla nominována na nejlepší herní postavu roku 2012.

## Příběh
V roce 2430 byla do nové sluneční soustavy vyslána vědecká expedice, aby ji prozkoumala. Po nějaké době je Rachel Manners, astrobioložka, která se účastní expedice, probuzena z kryospánku rojem meteoritů a dozvídá se, že zbylí členové posádky jsou mrtví. Poté, co zabrání katastrofě lodi, zahajuje průzkum soustavy v níž se nachází a pokusí se zjistit co se stalo ostatním. V tom ji pomáhá J.U.L.I.A. (Journeying Universal Life Investigating Automaton), umělá inteligence ovládající loď a Mobot, lunární robot určený k průzkumu.

### Postavy

#### J.U.L.I.A.
Je to umělá inteligence ovládající loď. Probudila Rachel z kryospánku, když se dostala do roje meteoritů. Po opravě lodi pomáhá při průzkumu soustavy. Je pravděpodobně nejtemperamentnější umělou inteligencí vůbec, několikrát je i zmíněno, že má emoce podobné lidským.

#### Mobot
Jde o mobilního robota, který provádí průzkum planet a těží suroviny. V průběhu hry obdrží několik vylepšení. Na rozdíl od Julie nemá zakomponované emoce.

#### Rachel
Jde o 35 letou astrobioložku a posledního živého člena posádky. Chce zjistit proč jako jediná přežila.

## Problémy s vydavatelem
Vydavatelem hry bylo studio Lace Mamba Global. Ta však CBE Software neplatila dohodnuté zisky a neodpovídala na dopisy, kterými se vývojáři snažili tento problém řešit. Podobný problém se zmíněným vydavatelem měly i jiná studia, například Amanita Design, které na Lace Mamba podalo žalobu.
CBE Software se vzniklou situaci rozhodlo řešit pomocí Steam Greenlight a také vytvořením hry Vampires!, která měla vyřešit finanční problémy firmy.